# Panna Maria Klasová

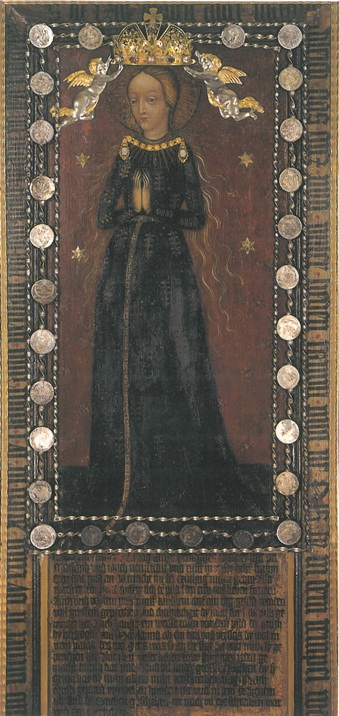
Panna Maria Budějovická

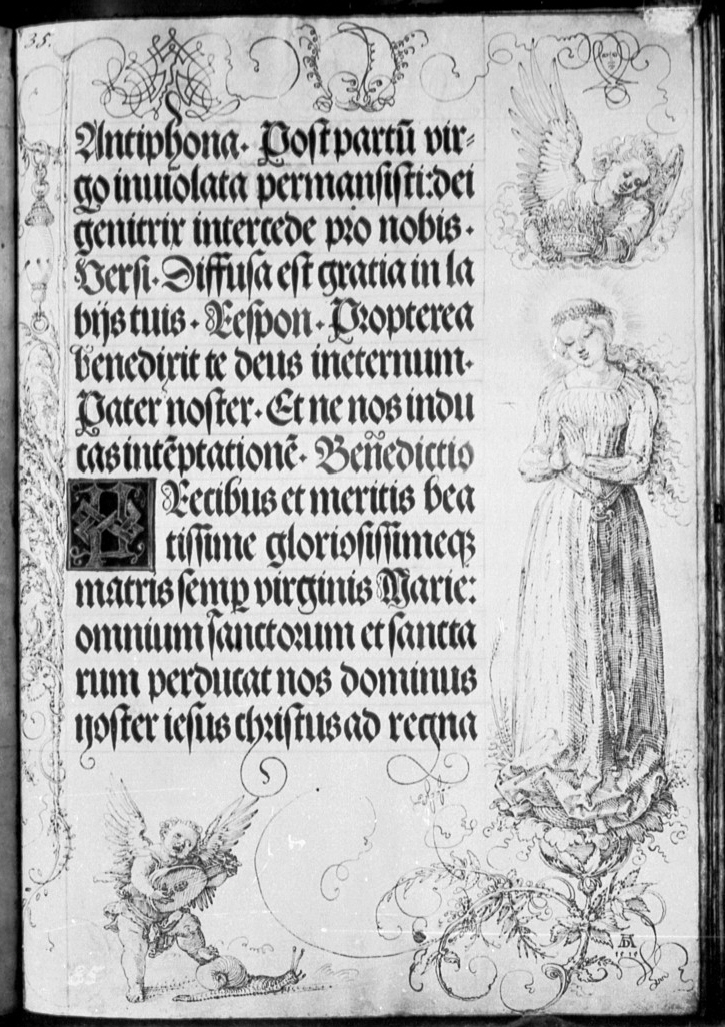
Kresba z modlitební knihy císaře Maxmiliána

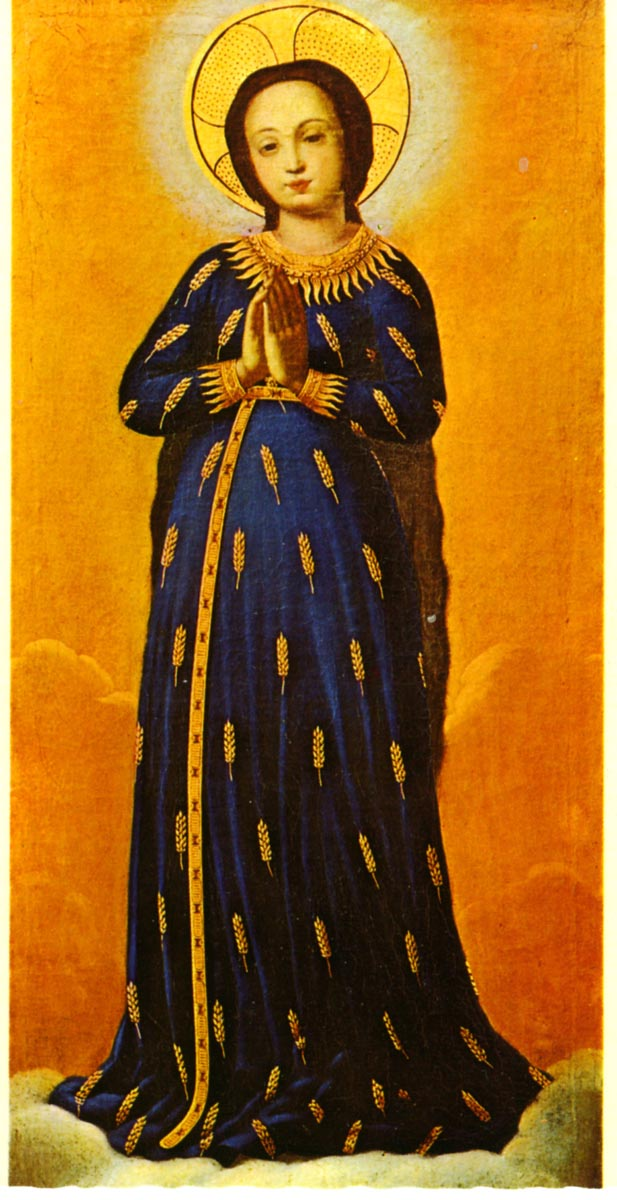
Panna Maria Klasová ze Salcburku

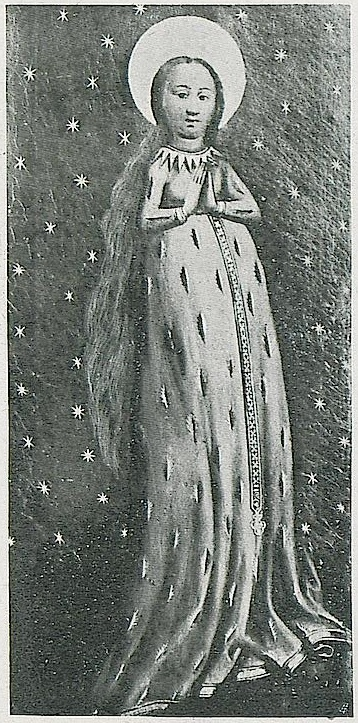
Panna Maria Klasová ze Strassengelu

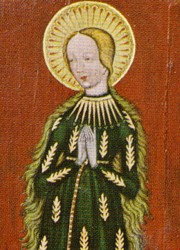
Panna Maria Klasová ze Schläglu

Panna Maria Klasová je ikonografický typ zobrazení Panny Marie jako mladé ženy (bez dítěte, někdy však těhotné) v šatech ozdobených obilnými klasy. Může se jedna o obraz nebo sochu.

## Původ
Původ tohoto vyobrazení není úplně jasný. Pravděpodobně vzniklo v prostředí německých ženských klášterů na přelomu 13. a 14. století. Odtud se vyobrazení dostalo do severní Itálie, kde je znám především díky obrazu v milánské katedrále. Existuje několik výkladů obrazu, pravděpodobně však souvisí s porodem dlouho očekávaného dědice Catariny Visconti a původně se snad jednalo o Catarinu ve svatebních šatech s klasy. V Miláně potom kolem roku 1465 vznikla malba Panny Marie v klasových šatech (Madonna cum et cohazono) od Christofora de Mottis a v roce 1485 také mramorová socha od Pietra Antonia Solariho. Původní obraz se nedochoval.

## Význam
Toto vyobrazení Panny Marie pochází pravděpodobně z biblických předobrazů, na příklad v Písni písní se píše "...Tvé břicho je stoh pšeničný, obrostlý liliemi." Pís 7, 3 (Kral, ČEP) Mnozí autoři (např. Řehoř Divotvůrce) interpretují Pannu Marii jako neobdělané pole, na kterém vzešlo obilí bez setí, klasy pak vydají zrno, z něhož se stane chléb, což je obraz Ježíše Krista v Eucharistii.

## Známá vyobrazení
Existuje velké množství obrazů a soch, které zpodobňuje Pannu Mariu Klasovou. Velkou oblibu našel tento motiv zejména v jižním Německu a střední Evropě. Známá je také kresba od Albrechta Dürera v knize modliteb císaře Maxmiliána, která pochází z roku 1515.

### Panna Maria Budějovická
Panna Maria Budějovická je deskový obraz patrně z počátku 15. století a je označován jako paladium města České Budějovice.

### Panna Maria Klasová v Mláce
Tento obraz, který se nachází na hlavním oltáři poutního kostela Zasnoubení Panny Marie v Mláce, je verzí budějovického obrazu a je uctívaný od roku 1710. Jedná se o malbu na plechu, kterou podle legendy nechala namalovat mladá dívka na poděkování za záchranu před násilníky.

### Panna Maria Klokotská
Podle legendy byl obraz namalován malířem ze Sezimova Ústí, který byl svědkem zjevení Panny Marie pod Klokotskou Horou. Během husitských válek se obraz ztratil a byl opět legendárně nalezen při kopání základů nového kostela právě na Klokotské Hoře v roce 1520. Po obnovení tohoto kostelíku v roce 1636 byla v něm instalována verze tohoto obrazu od malíře J. A. Burgera, který obohatil vyobrazení Panny Marie Klasové o atributy Assumpty.

### Panna Maria Vranovská
Panna Maria Vranovská je spojená s poutním místem Vranov u Brna. S největší pravděpodobností ji s sebou přinesli na Vranov pauláni z Francie. Jedná se o 72 centimetrů vysokou sochu z lipového dřeva, vytvořenou po roce 1450. Soška zobrazuje stojící postavu Panny Marie s mírně nakloněnou hlavou a lehce sepjatýma rukama, která je umístěna nad svatostánkem na hlavním oltáři kostela na Vranově, je korunována a oblékána do bohatě zdobených látkových šatů.
Se soškou Panny Marie Vranovské se pojí několik zázračných příběhů. Podle legendy se Panna Maria měla zjevit slepému maršálkovi mezi duby a určit tak místo, kde měl být postaven kostel. Během třicetileté války, kdy se pauláni uchýlili na nedaleký Nový hrad, vzali s sebou také sochu Panny Marie. Když byl hrad na sklonku války vypálen Švédy a mniši sochu hledali, našli ji údajně v popelu neporušenou. Tato událost ještě více přispěla k prohloubení poutní tradice na Vranov.
Jiné verze vyobrazení Panny Marie Vranovské jsou uctívány též v různých farnostech na Moravě i v Čechách, například v Hranicích v kostele Narození Panny Marie nebo v kostele sv. Václava v Kozojedech v okrese Jičín.

### Panna Maria ve Strassengelu
Strassengel je poutní místo v rakouském Štýrsku spojené s uctíváním obrazu Panny Marie Klasové, který pocházel z let 1430-1440. Originál byl ukraden a roku 1978 nahrazen obrazem od G. Höflera.

### Panna Maria Klasová v Schläglu
Schlägl je obec v blízkosti česko-rakouských hranic. Také zde se nachází obraz Panny Marie Klasové, který pochází z let 1425-1430.

### Panna Maria v Boru u Tachova
V děkanském kostele sv. Mikuláše v Boru u Tachova je uctíván deskový obraz Panny Marie Klasové z roku 1480.